# Daoura
Daoura (àrab: دورة, Dawra; amazic: ⴷⴰⵡⵔⴰ) és un localitat situada al nord del Sàhara Occidental ocupada pel Marroc, qui l'ha integrada en la província de Tarfaya, a la regió de Laâyoune-Sakia El Hamra. Segons el cens de 2014 tenia una població total de 1.108 persones.